# 切尔库特
切尔库特，是匈牙利巴兰尼亚州所辖的一个村。总面积6.67平方公里，总人口560，人口密度84.0人/平方公里（2011年1月1日）。